# パク・ジフ
パク・ジフ（朝: 박 지후、2003年11月7日 - ）は、韓国の女優。大邱広域市出身。BHエンターテインメント所属。

## 来歴
2016年に映画『隠された時間』に出演し、デビュー。2018年に韓国で公開された映画『はちどり』で、主人公の14歳の孤独な少女・ウニ役を演じ、第18回トライベッカ映画祭の最優秀主演女優賞や第39回韓国映画評論家協会賞の新人女優賞などを受賞した。2022年、漢陽大学校演劇映画学科に入学。

## 主な出演作品
※映画・ドラマの太字は主演

### 映画
- 隠された時間（朝鮮語版）（2016年） - スリン 役
- 操作された都市（2017年） - 女子高生 役
- 目撃者（2018年） - イェスル 役
- はちどり（2018年） - キム・ウニ 役
- 光と鉄（朝鮮語版）（2021年） - ウンヨン 役[7]
- コンクリート・ユートピア（朝鮮語版）（2023年） - ヘウォン 役

### ドラマ
- 僕たちの復讐ノート2（朝鮮語版）（2018年、tvN） - イ・ハヤン 役
- 美しい世界（2019年、JTBC） - チョン・ダヒ 役
- 今、私たちの学校は…（2022年、Netflix） - ナム・オンジョ 役[8][9]
- シスターズ（2022年、tvN） - オ・インヘ 役[10]

## 受賞歴
- 第18回トライベッカ映画祭 - 国際長編映画部門 最優秀主演女優賞（2019年、『はちどり』）
- 第39回韓国映画評論家協会賞 - 新人女優賞（2019年、『はちどり』）
- 第8回大韓民国ベストスター賞 - ベスト新人賞（2019年、『はちどり』）
- 第4回ロンドンアジア映画祭 - 新人俳優賞（2019年、『はちどり』）
- 第19回ディレクターズカット賞 - 今年の新しい女性俳優賞（2019年、『はちどり』）
- CINE21映画賞 - 新人女優賞（2019年、『はちどり』）
- 第7回ワイルドフラワー映画賞 - 主演女優賞（2020年、『はちどり』）
- 第8回アジア太平洋スターアワード - 女性新人賞（2022年、『今、私たちの学校は…』）